# نوري أصلان
نوري أصلان (مواليد 26 مارس 1969) هو سياسي ورجل أعمال تركي، ورئيس بلدية إسطنبول المؤقت منذ عام 2025، بعد تعليق مهام أكرم إمام أوغلو. وهو عضو في حزب الشعب الجمهوري، وشغل من قبل منصب النائب الأول لرئيس مجلس بلدية إسطنبول من عام 2024 إلى عام 2025.

## نشأته
ولد أصلان في عام 1969 في سيواس، بتركيا. انتقل إلى إسطنبول لإكمال تعليمه العالي وتخرج من جامعة يلديز التقنية في عام 1990 وحصل على شهادة في هندسة الآلات البحرية. وبعد أن أكمل دراسته، دخل القطاع الخاص وأصبح مديرًا عامًا، حيث اكتسب خبرة مهنية قبل الانتقال إلى الخدمة العامة في تركيا. أصلان متزوج ولديه ثلاثة أطفال.

## مسيرته السياسية
بدأت الرحلة السياسية لأصلان في عام 1999 عندما انتخب كعضو في المجلس البلدي لكوجك جكمجة، في إسطنبول. شغل على مر السنين مناصب مؤثرة مختلفة في كل من منظمات المجتمع المدني والحكومة المحلية. فكان نائب رئيس جمعية الهلال الأحمر التركي في كوجك جكمجة من عام 2009 إلى عام 2017، ورئيس جمعية أعمال بيليك دوزو (BEYSİAD) من عام 2014 إلى عام 2018. بالإضافة إلى ذلك، كان عضوًا في مجلس إدارة اتحاد الصناعيين في إسطنبول (İSİFED) بين عامي 2014 و2021 وشغل منصب نائب رئيس مؤسسة سيواس كويولهيسار (KODAV) من عام 2009 إلى عام 2020. كان أصلان أيضًا عضوًا في مجلس مدينة بيليك دوزو من عام 2011 إلى عام 2019.  
في عام 2024، أعيد انتخاب أصلان كعضو مجلس لكل من بلدية بيليك دوزو وبلدية إسطنبول الكبرى (IBB). في 15 أبريل 2024، تم تعيينه نائبًا أول لرئيس مجلس بلدية إسطنبول.   

## رئيس بلدية اسطنبول المؤقت
مع تعليق عمل أكرم إمام أوغلو ، رُشح أصلان كمرشح لحزب الشعب الجمهوري لمنصب عمدة إسطنبول المؤقت لضمان استمرار حكم البلدية ومنع الحكومة من تعيين أمين منحاز لحزب العدالة والتنمية. وبعد ثلاث جولات من التصويت، حقق أصلان الفوز بـ177 صوتًا، متفوقًا على منافسه من حزب العدالة والتنمية، زين العابدين أوكول، الذي حصل على 125 صوتًا. وقال أصلان، إلى جانب زعيم حزب الشعب الجمهوري أوزغور أوزيل، إن المنصب عُهد إليه مؤقتًا وأنه سيواصل العمل الذي قام به إمام أوغلو، معربًا عن دعمه الكامل لعمله السابق.